# Канушкин, Роман Анатольевич
Роман Анатольевич Канушкин (род. 7 июня 1960) — российский писатель, работающий в жанрах мистика, хоррор, фантастика и фэнтези.

## Биография
Родился 7 июня 1960 года в Приозёрске. Экономист по образованию, окончил Плехановский институт. После аспирантуры работал директором спортивного магазина. Ещё студентом начал заниматься горнолыжным спортом, что стало одним из главных увлечений всей жизни. Позже увлёкся сноубордом. Много путешествует. 
Работал на радио и автором в журнале «Человек и закон».В 1990 году состоялась первая литературная публикация — сборник мистических и хоррор рассказов «Страх». Следующая заметная публикация, серия книг о приключения мальчика Петровича и сказочного зверя Патапума, написанная в соавторстве с Александром Скляром. В 1990-х написал успешный цикл криминальных романов «Стилет» про сотрудника спецслужб Игната Воронова. Несмотря на то, что данные работы могут рассматриваться, как «халтура для заработка», Канушкин и в них обращался к излюбленным хоррор-элементам. А в более поздних романах, например, «Телефонист» (2020), наоборот, привносил в хорроры элементы криминальной прозы.  

Себя Канушкин определяет, как автора беллетристики «об ужасном». Цикл криминальных боевиков «Стилет» экранизирован в виде двух сезонов сериала. По книгам о Петровиче и Патапуме поставлены радиоспектакли. В разработке находятся экранизации романов «Канал имени Москвы» и «Телефонист».
Кого вы бы могли назвать своим литературным учителем?

—  Великолепный Юрий Маркович Нагибин инициировал меня, как писателя, назвав этим почётным именем; послесловие к моему первому сборнику принадлежит его перу. В более широком смысле - Николай Васильевич Гоголь и Михаил Булгаков. Гомер и Стивен Кинг. Герман Гессе, конечно. Старик Ницше, но только как автор, который по-настоящему понимает в эллинизме. В детстве я обожал книги про индейцев и пиратов. По и Лавкрафт, но в гораздо меньшей степени. И над всем этим тени бессмертных: Пушкина и Моцарта – и их божественный хохот. Шутка.

## Критика
Дмитрий Быков о книге «Ночь Стилета»: 
Одно непонятно: ведь на современном русском материале можно сделать действительно классный триллер с мистической подоплекой. Вот в Новосибирске ребенка голодом уморили, на Алтае Маугли нашли, собакой воспитанного, а в Подмосковье эпидемия сыпного тифа. Ну что ж они все пишут про казино, бары, охранников, проституток и мафию? Потому и нет у нас своего Кинга, что работать надо с реальностью. С реальностью! А наши не хотят. Вероятно, боятся. В общем, их можно понять.
Василий Владимирский о книге «Дети Робинзона Крузо»:
Роман Канушкин не в первый раз обращается к «литературе ужасов» [...]. Ныне писатель может претендовать на роль этакого «Пелевина от хоррора»: он свободно оперирует терминами «архетип», «дискурс», «симулякр», «суггестия» и им подобными, цитирует широкий корпус текстов — от Готфрида Бенна до Александра Ф. Скляра, с иронией живописует жизнь богемно-бандитской Москвы, демонстрирует близкое знакомство с творческим методом Стивена Кинга и Роберта Маккамона... Будем надеяться, что на сей раз Канушкину удастся удержать занятый плацдарм и ему не придётся возвращаться к написанию криминальных боевичков, как это произошло в 1990-х и начале 2000-х.
Галина Юзефович о книге «Канал имени Москвы»: 
Шлюзы, статуи, неторопливые воды Канала, таинственная Москва (которой, может, и нет вовсе) и клубящийся вокруг туман, наполненный смутным злом, ненавистью и бесплотными голосами. Интригу в романе Анонима успешно заменяет атмосфера — и вправду весьма впечатляющая, а также многочисленные культурные аллюзии, порой в самом деле остроумные и удачные.

#### Рассказы
«Страх» (сборник рассказов), 1990

#### Романы
Цикл «Стилет»
- «Огонь на поражение»[b], 1996
- «Стилет», 2001
- «Покушение», 2001
- «Прибытие поезда», 2002
- «Ночь Стилета», 2004

Цикл «Канал имени Москвы»
1. «Канал имени Москвы», 2014
2. «Канал имени Москвы. Лабиринт», 2016
3. «Канал имени Москвы. Университет», 2017

Вне цикла
- «Вторжение неспящих», 1996
- «Джандо», 2001
- «Последний варяг», 2010
- «Дети Робинзона Крузо», 2010
- «Телефонист», 2020
- «Радужная вдова», 2021

#### Детская литература
Цикл «Приключения Петровича и Патапума»
1. «Петрович и Патапум в волшебном лабиринте», 1991
2. «Большое космическое путешествие Петровича и Патапума», 1992
3. «Петрович и Патапум на острове пиратов»,1992
4. «Петрович и Патапум у царицы снега и льда»,1992
5. «Петрович и Патапум в Стране привидений», 1993
6. «Император теней», 1993

Цикл «Мальчик Пого», 1994
1. «Рождение героя»
2. «Мальчик и обезьяны»
3. «Путешествие Пого»